# Acrida ungarica
Acrida ungarica is een rechtvleugelig insect uit de familie veldsprinkhanen (Acrididae). De wetenschappelijke naam van deze soort is voor het eerst geldig gepubliceerd in 1786 door Herbst.
De soort komt voor in het zuiden en zuidoosten van Europa.
Naast de nominale ondersoort wordt ook de ondersoort Acrida ungarica mediterranea Dirsh, 1949 erkend.
1. ↑  (en) Acrida ungarica op de IUCN Red List of Threatened Species.